# A.S.D. Città di Giulianova 1924
ASD Città di Giulianova 1924 ARL là một câu lạc bộ bóng đá của hiệp hội Ý có trụ sở tại Giulianova, ở tỉnh Teramo, Abruzzo. Được chuyển đến từ Roseto degli Abruzzi vào năm 2012, Città di Giulianova đã chơi ở Eccellenza Abruzzo trong mùa 2012-13 và Serie D từ 2013-2016.
Câu lạc bộ là một câu lạc bộ kế thừa bất hợp pháp của Giulianova Calcio (số matricola: 21.780). Năm 2016 Città di Giulianova đã được thay thế bởi ASD Real Giulianova.

## Lịch sử

### ASD Cologna Paese Calcio
ASD Cologna Paese Calcio (số matricola: 61.845), có trụ sở tại Cologna Paese frazione, Roseto degli Abruzzi, trong Teramo, giành 2007 Eccellenza Abruzzo và bổ nhiệm vào Serie D. Đó là mùa câu lạc bộ ký với cựu cầu thủ bóng đá chuyên nghiệp Antonio Croce, người trở lại với bóng đá chuyên nghiệp năm 2008. Năm 2008, câu lạc bộ cũng xuống hạng trở lại Eccellenza.
Năm 2012, danh hiệu thể thao đã được chuyển đến Giulianova theo quyết định của chủ tịch câu lạc bộ Ferdinando Perletta.
Đồng thời ASD Cologna Spiaggia (số matricola: 73826), từ frazione cùng tên, cũng ở Roseto degli Abruzzi, đổi tên thành ASD Cologna (sau này là ASD Cologna Città di Roseto và ASD Cologna) của hai frazioni, ở Prima Cargetoria. Tuy nhiên, Cologna Paese được thành lập lại và chủ trì bởi Daniele Perletta, con trai của Ferdinando Perletta  tại Terza Categoria trong một thời gian sau đó.
Cologna Paese đã có một mối quan hệ với Rosetana, một câu lạc bộ có trụ sở tại Roseto degli Abruzzi.

### ASD Città di Giulianova 1924
Năm 2012, sau khi Giulianova Calcio phá sản, Cologna Paese được Liên đoàn bóng đá Ý cho phép chuyển đến Giulianova. Câu lạc bộ cũng đổi tên riêng của mình thành ASD Città di Giulianova (số matricola: 61.845) năm 1924.  Câu lạc bộ đã thăng hạng lên Serie D vào năm 2013. Vào năm 2015, Città di Giulianova đã không gia hạn hợp đồng với Giuliesi per Semper, chủ sở hữu logo của đội Giulianova ban đầu.
Scuola Calcio Giulianova, một học viện bóng đá, là đối tác của Città di Giulianova. Tuy nhiên, vào năm 2014 SC Giulianova đã sáp nhập với Colleranesco để trở thành một đội bóng khác cạnh tranh trong giải đấu bóng đá người lớn, như Calcio Giulianova.
Vào năm 2016, câu lạc bộ đã xuống hạng từ Serie D. Tuy nhiên, câu lạc bộ cũng không chơi ở Eccellenza Abruzzo. Một đội mới khác ASD Real Giulianova đã được sinh ra ở Promozione bởi sự di dời của ASD Castellalto.

## Màu sắc và huy hiệu
Màu sắc của nó là vàng và đỏ.

## Sân vận động
Đội chơi các trận đấu trên sân nhà của mình tại Stadio Rubens Fadini.